# Ed Morrone
Ed Morrone ist ein US-amerikanischer Schauspieler, Filmproduzent und Drehbuchautor.

## Leben
Morrone erhielt Teile seiner Schauspielausbildung an der Stella Adler Academy of Acting. Sein Filmschauspieldebüt gab er 2005 im Kurzfilm Crude. In der Folge war er bis einschließlich 2010 regelmäßig in verschiedenen Kurzfilmproduktionen zu sehen. 2013 stellte er in sechs Episoden der Miniserie Bullets die Rolle des Manny Sanco dar. 2022 stellte er die Hauptrolle des Joe Anderson in der Horrorkomödie Hellblazers dar. Im selben Jahr folgten Besetzungen in den Filmen A Tale of Two Guns,  Maneater, 11th Hour Cleaning und Waking Up Dead. 2023 war er in den Filmproduktionen Hunting Games und Among Wolves als Schauspieler zu sehen.
Seit 2014 ist er außerdem als Drehbuchautor und Filmproduzent tätig. Nach Kurzfilmen verfasste er für den Spielfilm 11th Hour Cleaning das Drehbuch und war für die Produktion zuständig. Der Film erschien 2022. Im selben Jahr feierten die Filme A Tale of Two Guns und The Most Dangerous Game – Die Jagd beginnt ihre Premiere, für die er ebenfalls als Produzent fungierte. 2023 produziert er den Spielfilm Hunting Games.
Als Theaterschauspieler wirkte Morrone unter anderem in den Stücken Firehouse am Whitefire Theatre und in Living in Virtual Paradise am Off-Off Broadway/Theater for the New City mit.

## Filmografie (Auswahl)

### Schauspiel
- 2005: Crude (Kurzfilm)
- 2008: Two Days of the Past (Kurzfilm)
- 2008: A Call to Arms (Kurzfilm)
- 2008: The Boundary (Kurzfilm)
- 2009: The Scourge of the Vagabond Spectre (Kurzfilm)
- 2009: SpyTime (Kurzfilm)
- 2009: About Face (Kurzfilm)
- 2009: Winter (Kurzfilm)
- 2010: The Last Moments of Leopoldo Berenguer (Kurzfilm)
- 2010: The Fugitive Chronicles (Fernsehserie, Episode 1x09)
- 2010: Stealing Suburbia (Kurzfilm)
- 2011: White Collar (Fernsehserie, Episode 2x11)
- 2011: City Love (Kurzfilm)
- 2012: When the Shadow Falls (Kurzfilm)
- 2013: Bullets (Miniserie, 6 Episoden)
- 2013: Golden California (Fernsehserie, Episode 2x02)
- 2013: No Hitter (Kurzfilm)
- 2014: #Hashtag (Kurzfilm)
- 2014: The Burgles (Kurzfilm)
- 2015: Classic Alice (Fernsehserie, Episode 10x01)
- 2015: Spin (Miniserie, Episode 1x01)
- 2016: The Rally-LA
- 2016: Stranded (Kurzfilm)
- 2016: Killing Lazarus
- 2020: Final Kill
- 2021: Hunters
- 2021: Apache Junction – Stadt der Gesetzlosen (Apache Junction)
- 2022: Hellblazers
- 2022: A Tale of Two Guns
- 2022: Maneater
- 2022: 11th Hour Cleaning
- 2022: Waking Up Dead
- 2023: Hunting Games
- 2023: Among Wolves

### Filmschaffender
- 2014: #Hashtag (Kurzfilm; Drehbuch, Produktion)
- 2014: The Burgles (Kurzfilm; Drehbuch, Produktion)
- 2016: Stranded (Kurzfilm; Produktion)
- 2022: 11th Hour Cleaning (Drehbuch, Produktion)
- 2022: A Tale of Two Guns (Produktion)
- 2022: The Most Dangerous Game – Die Jagd beginnt (The Most Dangerous Game; Produktion)
- 2023: Hunting Games (Produktion)

## Theater (Auswahl)
- Firehouse, Whitefire Theatre
- Living in Virtual Paradise, Off-Off Broadway/Theater for the New City